# Sammallahdenmäki
Bronsåldersgravrösena i Sammallahdenmäki är ett antal gravrösen från bronsåldern i byn Kivikylä i Raumo i Satakunta i Finland.
Sammallahdenmäki består av totalt 36 gravrösen från bronsåldern (1500–500 f.Kr.), vid den tiden låg området vid kusten. Gravarna är gjorda i tre olika mönster, låga och runda smårösen, stora stackformade och runda ringformade rösen. En enda av gravarna är fyrkantig och kallas ”Kyrkgolvet” (finska: Kirkonlattia). Fyrkantiga stenrösen är inte kända från andra delar av Finland och formen är ovanlig inom hela den skandinaviska bronskulturens område. Enligt folksägnen tävlade jättar med några kristna om vem som kunde bygga en kyrka fortast. De kristna jobbade snabbast, och det fyrkantiga röset är grunden till den kyrka som jättarna påbörjade.
Bronsåldersgravrösena i Sammallahdenmäki skrevs in som Finlands första arkeologiska objekt på Unescos världsarvslista 1999.

## Referenser

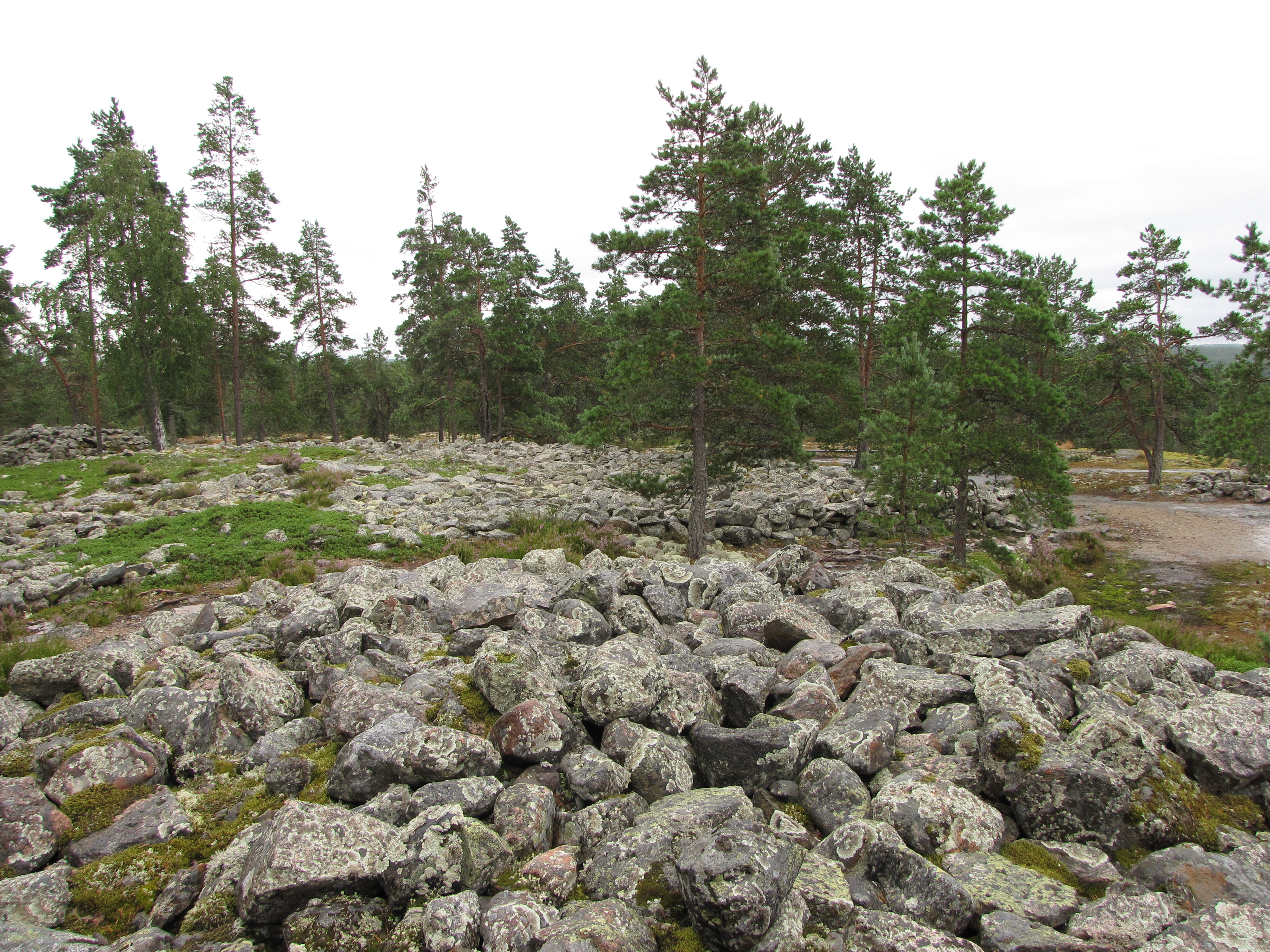
Sammallahdenmäki.